# STS-26
是历史上第二十六次航天飞机任务，是发现号航天飞机的第七次太空飞行，也是1986年挑戰者號太空梭災難後舉行的第一次太空梭任務。

## 任务成员
- 弗雷德里克·豪克（Frederick H. Hauck，曾执行、以及任务），指令长
- 理查德·科维（Richard O. Covey，曾执行、以及任务），飞行员
- 约翰·朗治（John M. Lounge，曾执行、以及任务），任务专家
- 乔治·尼尔森（George D. Nelson，曾执行、以及任务），任务专家
- 大卫·希尔默斯（David C. Hilmers，曾执行、以及任务），任务专家